# Guymon
Guymon er en amerikansk by og administrativt centrum for det amerikanske county Texas County, i staten Oklahoma. I 2000 havde byen et indbyggertal på 10.472.

## Ekstern henvisning
- Guymons hjemmeside (engelsk)

36°41′07″N 101°28′46″V / 36.6853°N 101.4794°V